# جان بيار فابر
جان بيار فابر (بالفرنسية: Jean-Pierre Fabre)‏ هو سياسي توغولي، ولد في 2 يونيو 1952 في لومي في توغو. حزبياً، نشط في National Alliance for Change ‏.